# Combretum macrocalyx
Combretum macrocalyx là một loài thực vật có hoa trong họ Trâm bầu. Loài này được (Tul.) Jongkind mô tả khoa học đầu tiên năm 1995.